# Carl Switzer
Carlton Dean Switzer, noto anche con lo pseudonimo di Alfalfa (Paris, 7 agosto 1927 – Mission Hills, 21 gennaio 1959), è stato un attore statunitense.
È conosciuto per le sue apparizioni come attore bambino e personaggio principale, nel ruolo di "Alfalfa" (o "Alfa Alfa"), nel noto serial cinematografico degli anni trenta Our Gang (Simpatiche canaglie). Proseguì la carriera di attore anche da ragazzo, per poi diventare un allevatore professionista di cani da caccia e guida forestale. Morì prematuramente all'età di 31 anni, ucciso durante un litigio a causa di 50 dollari.

## Biografia

### Infanzia
Switzer nacque a Paris, Illinois, quarto e ultimo figlio di Gladys Shanks e di George Frederick Switzer. Il fratello maggiore morì appena nato nel 1922; sua sorella Janice nacque nel 1923 ed il fratello Harold nel 1925. Di origini scozzesi e tedesche, fu chiamato Carl come un antenato da parte di padre e Dean come molti parenti dal lato materno. 
Insieme al fratello maggiore Harold si esibì fin dalla tenera età in piccoli spettacoli ed esibizioni canore nella sua città natale: entrambi cantavano e suonavano diversi strumenti musicali. Nel 1934 gli Switzer andarono in California a rendere visita ai parenti. Durante un giro turistico di Los Angeles fecero una visita in comitiva degli Hal Roach Studios. All'interno degli studios, i due bambini (Harold 8 anni, Carl 6 anni) finirono al bar, l'Our Gang Café, e cominciarono ad esibirsi improvvisando. Il produttore Hal Roach, lì presente, li notò e ne rimase colpito, ingaggiandoli entrambi per la nuova stagione del 1935 della serie Simpatiche canaglie (in originale Our Gang), diretta da Gus Meins.

### Simpatiche canaglie
I fratelli Switzer debuttarono insieme nel cortometraggio La fortuna del principiante, forse uno dei più riusciti della serie, entrambi nel ruolo di Arizona Nightingale. Successivamente, mentre Harold fu relegato solo a poche apparizioni ("Slim" e "Deadpan"), a Carl fu dato il ruolo principale di "Alfalfa" (in italiano anche Alfa Alfa), bizzarro nomignolo fu ispirato dal nome inglese della medicago sativa. Il personaggio di Alfa Alfa si caratterizzava per i capelli pettinati con la riga in mezzo con il tipico ciuffo dritto e appuntito (cowlick in inglese) e, nonostante nella realtà Carl Switzer fosse un bravo cantante e musicista, per il fatto di cantare in modo estremamente stonato famosi brani della cultura popolare americana, spesso di Bing Crosby.
Sul set "Alfie", come veniva chiamato dai colleghi, si affermò subito per lo spiccato senso dell'umorismo e per il notevole talento per la musica e il canto e già nelle prime puntate divenne il catalizzatore della "gang" come spalla del già noto "Spanky" (George McFarland), che per altro entro la fine del 1937 aveva superato in termini di popolarità. Ma se i due ragazzi andavano molto d'accordo, i rispettivi genitori litigavano di continuo sulla durata delle apparizioni dei loro figli e sui loro salari. In questi anni, il piccolo Carl si fece molti amici sul set, ma si fece anche notare per un carattere difficile ed intrattabile. Era noto per fare scherzi anche orribili ai suoi colleghi, spesso causando un ritardo delle riprese con le sue buffonate. Il miglior amico di Switzer sul set di Simpatiche canaglie era Tommy Bond, che nella finzione era il suo nemico "Butch". A detta di Bond, lui e Switzer divennero grandi amici perché "nessuno di noi poteva prendere il posto dell'altro, dato che recitavamo in contrapposizione". Nel 1938 i diritti di produzione delle Simpatiche canaglie furono venduti alla Metro-Goldwyn-Mayer, che incentrò le prime due nuove stagioni sulle vicende di Alfa Alfa e della sua famiglia. Durante i cinque anni in cui partecipò alla serie, recitò in 65 cortometraggi.

### Età adulta
Il ruolo di Switzer nelle Simpatiche canaglie terminò nel 1940, all'età di 13 anni. Come accadde ad altri attori bambini, una volta cresciuto Switzer fu meno assiduo sulle scene, tuttavia il suo talento gli frutterà delle apparizioni nel cinema hollywoodiano degli anni quaranta e oltre. Il primo ruolo dopo la serie fu come co-protagonista nella commedia Reg'lar Fellers. L'anno dopo ebbe un ruolo din Mrs. Wiggs of the Cabbage Patch. Switzer continuò ad avere ruoli (non da protagonista) in diversi film, tra i quali Johnny Doughboy (1942), La mia via (1944), affiancato a Bing Crosby, e The Great Mike (1944). Nel 1943 Switzer ebbe un ruolo (non accreditato) come Auggie nel film La commedia umana. Gli ultimi ruoli da protagonista Switzer li ebbe in una breve serie di film ad imitazione della serie The Bowery Boys. Riprese il suo ruolo di Alfa Alfa, compreso il suo canto stonato, nelle commedie Gas House Kids della Producers Releasing Corporation nel 1946 e nel 1947. In questi anni, Switzer stava sminuendo la sua precedente attività con le Simpatiche canaglie. Nella reprise del 1946 addirittura si riferì a quella serie genericamente come "quei corti della M-G-M".
Nel 1946 Switzer ebbe piccole parti in Coraggio di Lassi e nel natalizio La vita è meravigliosa di Frank Capra, in cui all'inizio del film ha un appuntamento con Mary Hatch (Donna Reed) per il ballo scolastico. Nel 1948 ebbe un'altra piccola parte in La strada della felicità nei panni del figlio del sindaco, un trombettista in un concorso musicale. Nel musical Bianco Natale (1954), la sua foto fu usata per ritrarre "Freckle-Faced Haynes," un commilitone d'esercito dei protagonisti Wallace e Davis (Bing Crosby e Danny Kaye) che era anche il fratello delle protagoniste femminili, le sorelle Haynes (Rosemary Clooney e Vera-Ellen).
Negli anni cinquanta Switzer passò alla televisione: tra il 1952 e il 1955 fece sei apparizioni al The Roy Rogers Show. Fu anche guest star in un episodio della serie antologica di fantascienza Scienza e fantasia ed in The George Burns and Gracie Allen Show. Nel 1953 e nel 1954 recitò in tre film diretti da William A. Wellman, L'isola nel cielo e Prigionieri del cielo, entrambi con John Wayne, e in La belva con Robert Mitchum. Ebbe piccole parti in Francis in the Navy (1955) e ne I diavoli del Pacifico (1956). Sempre nel 1956 recitò nel film Dig That Uranium della serie The Bowery Boys, poi ebbe una piccola parte come schiavo ebreo nel film I dieci comandamenti di Cecil B. DeMille. L'ultimo ruolo cinematografico di Switzer fu nel thriller La parete di fango (1958).

## Vita privata
Dal 1954, Carl Switzer divenne una guida forestale venatoria, oltre che allevatore ed addestratore di cani da caccia ed esperto delle montagne della vicina Sierra Nevada. Come guida escursionista, ebbe tra i suoi clienti attori come Roy Rogers e Dale Evans (poi padrini di suo figlio), James Stewart ed Henry Fonda. Proprio con Rogers, Switzer fece una delle sue ultime apparizioni sulle scene, nella serie televisiva western The Roy Rogers Show.
Ad inizio 1954, Switzer si diede un appuntamento al buio con Diantha (Dian) Collingwood, erede dell'impero Collingwood Grain, specializzato in silos per grano. Nel 1953 Collingwood si era trasferita con la madre e la sorella in California perché la sorella voleva diventare attrice. Switzer e la Collingwood si piacquero e tre mesi più tardi si sposarono a Las Vegas. Nel 1956, con Switzer sempre più in difficoltà finanziarie e Diantha incinta, la madre di lei offrì loro una fattoria vicino a Pretty Prairie, a ovest di Wichita, in Kansas. La coppia vi si trasferì e nello stesso anno nacque il figlio, Justin Lance Collingwood Switzer (ora Eldridge), il cui nome inizialmente rimase però segreto al pubblico. I due divorziarono però nel 1957 e lui fece ritorno a Los Angeles.
Nel 1987, l'ex protagonista di Simpatiche canaglie "Spanky" McFarland ricordò un incontro con Switzer in cui parlarono della fattoria:
(George McFarland)
Nella seconda metà degli anni cinquanta, una crisi depressiva lo porterà progressivamente alla dipendenza da alcol, oppiacei e anfetamine. Nel gennaio 1958, dopo un litigio nei pressi di un bar di Studio City, Switzer stava salendo sulla sua auto quando un proiettile attraversò un finestrino e lo colpì all'avambraccio destro. L'autore dello sparo non fu mai trovato. Nel dicembre dello stesso anno fu arrestato alla Parco nazionale di Sequoia per aver immotivatamente abbattuto 15 pini protetti; fu condannato ad un anno di libertà vigilata e ad una multa di 225 dollari.

### Morte

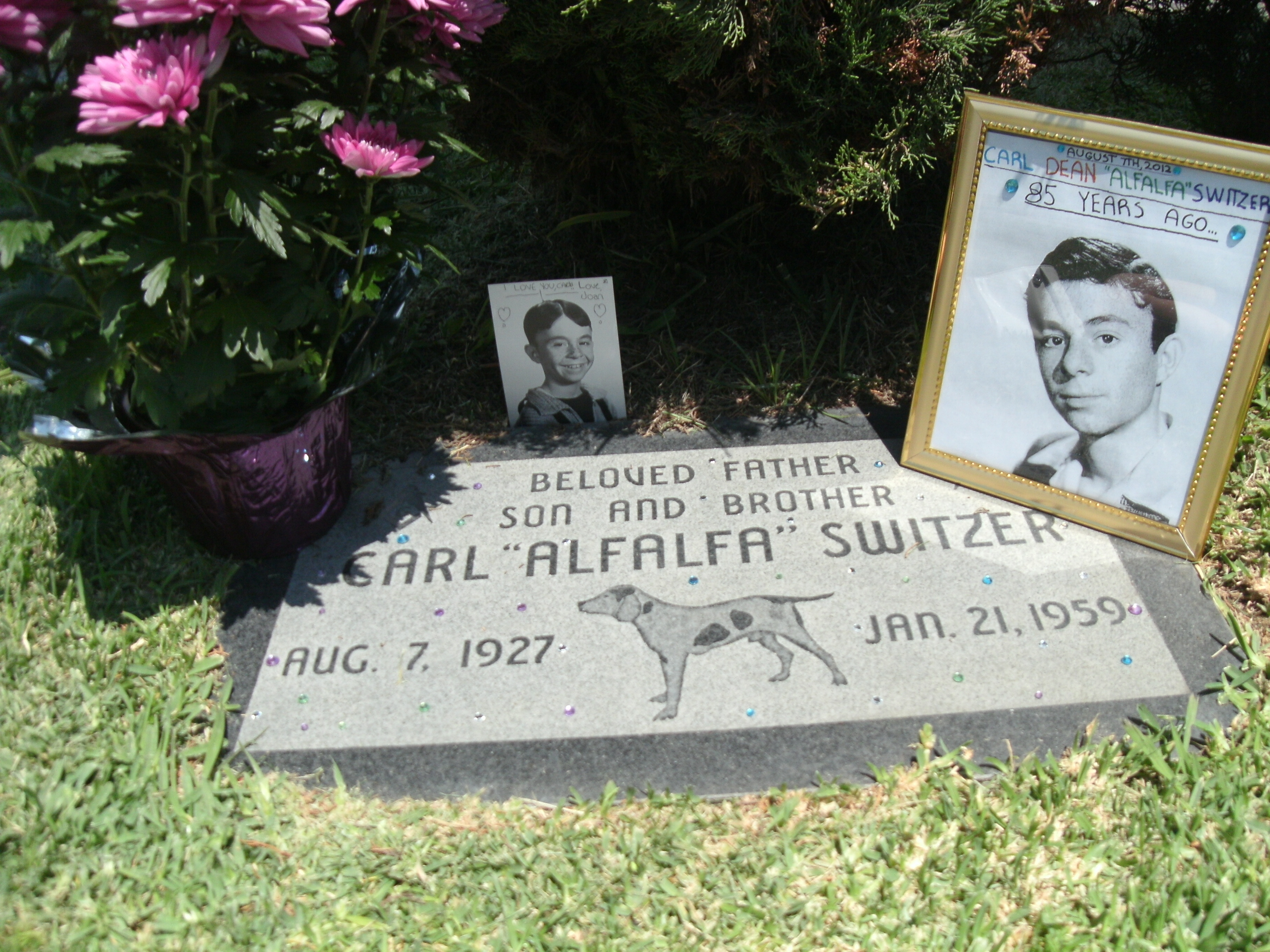
La tomba di Carl Switzer il 7 agosto 2012, 85º anniversario della sua nascita.

Agli inizi del 1959, lavorando come guida per cacciatori di orsi, gli venne affidato in prestito un cane da caccia da un cliente, Moses Samuel “Bud” Stiltz. Ma il cane, partito all'inseguimento di un orso, venne smarrito e Switzer offrì una ricompensa di 35 dollari per il suo ritrovamento. Qualche giorno dopo, un uomo ritrovò il cane e lo portò al bar di Studio City in cui Switzer lavorava, ricevendo la ricompensa di 35 dollari in contanti oltre a 15 dollari in consumazioni al bar. Dopo alcuni giorni, tuttavia, Switzer, insieme al suo amico Jack Piott, un fotografo di scena di 37 anni, decise che Moses dovesse restituirgli i 50 dollari di ricompensa. Il 21 gennaio 1959, poco prima delle 19.00, Switzer e Piott si recarono a casa di Rita Corrigan, a Mission Hills (Los Angeles), presso la quale Stiltz abitava, per riavere quei 50 dollari che a loro avviso Stiltz doveva restituire a Switzer.
In seguito Stiltz testimoniò davanti alla giuria del coroner che Switzer bussò alla porta principale, dicendo "Aprimi o sfondo la porta!". Una volta entrato, Switzer e Stiltz cominciarono a litigare. Switzer avrebbe detto: "Voglio i 50 bigliettoni che mi devi, e intendo subito". Quando Stiltz rifiutò di darglieli, la discussione degenerò in rissa. Presumibilmente Switzer colpì Stiltz con un orologio da tavolo a cupola di vetro, facendolo sanguinare all'occhio sinistro. Stilitz riparò in camera sua per poi tornare con in mano una rivoltella calibro 38. Switzer afferrò l'arma per disarmarlo e durante la lotta partì un colpo accidentale che finì sul soffitto. Switzer spinse Stiltz verso un armadio, anche se Stiltz aveva ripreso il controllo della sua pistola. A questo punto, secondo la versione di Stiltz, Switzer avrebbe tirato fuori un coltello a scatto e, gridando “adesso ti uccido”, si diresse verso Stiltz. Quest'ultimo, spaventato, fece fuoco e colpì Switzer all'inguine, provocandogli una forte emorragia interna. Lo stesso Stiltz chiamò i soccorsi, ma Switzer venne dichiarato morto già all'arrivo in ospedale. Arrestato con l'accusa di omicidio volontario, Stiltz invocò la legittima difesa e venne poi rilasciato. Moses Stiltz morì poi nel 1983, all'età di 62 anni. 
L'omicidio di Switzer avvenne nello stesso giorno della morte di Cecile DeMille e per questo non ricevette molto spazio sui giornali, che dedicarono i titoli principali alla morte del celebre regista. Switzer venne sepolto nell'Hollywood Forever Cemetery di Los Angeles.

#### Controversie sull'omicidio
L'omicidio di Switzer fu giudicato di legittima difesa in quanto egli impugnava un coltello. Durante le indagini, però, quello che inizialmente era stato identificato come un "coltello da caccia" si rivelò essere un tagliapenna, trovato dagli investigatori sotto il corpo di Switzer.
Il 25 gennaio 2001 un terzo testimone diede la sua versione dei fatti ai giornali. Tom Corrigan, figlio cinquantaseienne della star western Ray "Crash" Corrigan e figliastro di Moses Stiltz, dichiarò infatti di essere stato presente sul luogo del delitto la notte dell'omicidio. "Fu piuttosto un omicidio [che legittima difesa]", disse Corrigan ai giornalisti. Corrigan raccontò di aver udito bussare alla porta principale e sentendo Switzer dire "Western Union per Bud Stiltz". Sua madre, Rita Corrigan, aprì la porta e si trovò davanti uno Switzer ubriaco che si lamentava e reclamava un presunto credito vecchio di mesi. Switzer entrò in casa, seguito da Jack Piott, dicendo di volere picchiare Stiltz. Stiltz lo affrontò con una revolver calibro 38: secondo il racconto di Corrigan, Switzer afferrò la pistola cercando di portargliela via. A quel punto Piott avrebbe rotto un orologio a cupola di vetro sulla testa di Stiltz, ferendogli un occhio. Durante la colluttazione, dalla pistola partì un colpo verso il soffitto, e un frammento colpì lo stesso Corrigan alla gamba. Intanto, le due sorelle più piccole di Tom Corrigan erano corse verso la casa di un vicino per chiamare aiuto. Corrigan si ricorda di aver udito Switzer dire "Bene, abbiamo colpito Tommy, adesso basta" e avviarsi con Piott verso l'uscita di casa.
Corrigan li precedeva ed era appena uscito di casa quando, dietro di lui, udì un secondo sparo. Si girò e vide Switzer accasciarsi sulla parete scivolando a terra, con sguardo sorpreso. Stiltz gli aveva sparato. Corrigan disse di aver visto, di fianco a Switzer, un tagliapenna chiuso che presumibilmente gli era caduto da una tasca o dalla mano. Poi vide pure il suo patrigno spintonare Piott contro il banco da cucina, minacciando di uccidere anche lui. Mentre Piott lo supplicava di non ucciderlo, si udirono le sirene e, secondo Corrigan, fu questo l'unico motivo per cui Stiltz non uccise Piott, aggiungendo che secondo lui il suo patrigno aveva mentito nella sua versione davanti alla giuria del coroner.
Secondo Corrigan, un investigatore del Los Angeles Police Department lo aveva interrogato e gli aveva chiesto se era disposto a testimoniare la versione data ai giornalisti anche davanti al giudice. Corrigan avrebbe confermato, ma afferma di non essere mai stato contattato dalle autorità. "Non doveva ucciderlo", dice Corrigan.

### Familiari di Switzer
Quarto figlio dei coniugi Switzer, il fratello maggiore morì alla nascita il 18 maggio 1922, mentre i genitori, il fratello maggiore e la sorella maggiore erano ancora in vita quando Carl morì. Il padre Fred morì poco più di un anno dopo, nel maggio 1960, per un attacco di cuore in California: fu sepolto vicino al figlio all'Hollywood Forever Cemetery. La madre Gladys Shanks Switzer morì invece l'8 marzo 1997, all'età di 93 anni.
Harold Switzer, fratello maggiore di Carl, non ebbe futuro migliore; nato il 16 gennaio 1925, dopo la breve esperienza nelle Simpatiche canaglie come attore bambino, in età adulta lavorò nel settore della manutenzione delle lavatrici. Nel 1945 sposò Beverly Osso, da cui ebbe tre figli, Judith, Tony e Tess, oltre a una quarta figlia, Gladys, nata da una relazione extraconiugale con una tale Rose. Dopo la morte di Carl, anche Harold entrò in un vortice di depressione; nel 1967 uccise un suo cliente durante una lite. Pochi giorni più tardi, il 14 aprile 1967, si suicidò nei pressi di Glendale, in California. Anche lui fu sepolto vicino alla salma di Carl nell'Hollywood Forever Cemetery.
La sorella Janice Genevieve Switzer, nata il 18 marzo 1923, morì nel 1988 per un tumore, mentre l'ex moglie di Carl, Diantha Collingwood, morì nel 2004 all'età di 74 anni.

## Filmografia

### Cinema
- Beginner's Luck, regia di Gus Meins (1935)
- Teacher's Beau, regia di Gus Meins (1935)
- Sprucin' Up, regia di Gus Meins (1935)
- Our Gang Follies of 1936, regia di Gus Meins (1935)
- The Lucky Corner, regia di Gus Meins (1936)
- Arbor Day, regia di Fred C. Newmeyer (1936)
- Kelly the Second, regia di Gus Meins (1936)
- Spooky Hooky, regia di Gordon Douglas (1936)
- Ellis Island, regia di Phil Rosen (1936)
- Reunion in Rhythm, regia di Gordon Douglas (1937)
- Rushin' Ballet, regia di Gordon Douglas (1937)
- Mail and Female, regia di Fred C. Newmeyer (1937)
- Our Gang Follies of 1938, regia di Gordon Douglas (1937)
- Canned Fishing, regia di Gordon Douglas (1938)
- Came the Brawn, regia di Gordon Douglas (1938)
- Hide and Shriek, regia di Gordon Douglas (1938)
- Football Romeo, regia di George Sidney (1938)
- Duel Personalities, regia di George Sidney (1938)
- Clown Princes, regia di George Sidney (1938)
- Captain Spanky's Showboat, regia di Edward L. Cahn (1939)
- Time Out for Lessons, regia di Edward L. Cahn (1939)
- Alfalfa's Double, regia di Edward L. Cahn (1940)
- Good Bad Boys, regia di Edward L. Cahn (1940)
- Goin' Fishin', regia di Edward L. Cahn (1940)
- Ti amo ancora (I Love You Again), regia di W. S. Van Dyke (1940)
- Kiddie Kure, regia di Edward L. Cahn (1940)
- Barnyard Follies, regia di Frank McDonald (1940)
- Lo scorpione d'oro (My Favorite Blonde), regia di Sidney Lanfield (1942)
- There's One Born Every Minute, regia di Harold Young (1942)
- The War Against Mrs. Hadley, regia di Harold S. Bucquet (1942)
- Rosie the Riveter, regia di Joseph Santley (1944)
- The Great Mike, regia di Wallace Fox (1944)
- Gas House Kids, regia di Sam Newfield (1946)
- Il coraggio di Lassie (Courage of Lassie), regia di Fred M. Wilcox (1946)
- La vita è meravigliosa (It's a Wonderful Life), regia di Frank Capra (1946)
- Gas House Kids Go West, regia di William Beaudine (1947)
- Gas House Kids in Hollywood, regia di Edward L. Cahn (1947)
- La strada della felicità (On Our Merry Way), regia di Leslie Fenton, King Vidor (1948)
- Lo stato dell'Unione (State of the Union), regia di Frank Capra (1948)
- Two-Dollar Bettor, regia di Edward L. Cahn (1951)
- Lui e lei (Pat and Mike), regia di George Cukor (1952)
- Canzone del Mississippi (I Dream of Jeanie), regia di Allan Dwan (1952)
- L'isola nel cielo (Island in the Sky), regia di William A. Wellman (1953)
- Prigionieri del cielo (The High and the Mighty), regia di William A. Wellman (1954)
- L'amante proibita (This Is My Love), regia di Stuart Heisler (1954)
- La belva (Track of the Cat), regia di William A. Wellman (1954)
- La parete di fango (The Defiant Ones), regia di Stanley Kramer (1958)

### Televisione
- Scienza e fantasia (Science Fiction Theatre) – serie TV, episodio 1x20 (1955)

## Riconoscimenti
- Young Hollywood Hall of Fame (1930's)